# Drageløberen
Drageløberen (originaltitel: The Kite Runner) er en afghansk/amerikansk film fra 2007, baseret på den afghanske forfatter Khaled Hosseinis bestseller af samme navn fra 2004. Filmen er instrueret af Marc Forster med manuskript af David Benioff.

## Medvirkende
- Khalid Abdalla (Amir),
- Homayoun Ershadi (Baba),
- Zekiria Ebrahimi (unge Amir),
- Ahmad Khan Mahmoodzada (unge Hassan),
- Shaun Toub (Rahim Khan),
- Nabi Tanha (Ali),
- Ali Dinesh (Sohrab),
- Atossa Leoni (Soraya)